# Морална већина
Морална већина (енгл. Moral Majority) је била политичка организација у САД која је формирана с циљем лобирања за евангелистичку хришћанску политику. Оснивач организације је био свештеник Џери Фолвел из Линчбурга у Вирџинији. Организација је основана 1979, а угашена касних осамдесетих година 20. века. Циљ моралне већине је био да мобилише конзервативне Американце да постану политички активнији у питањима која су сматрали битним. Њихове тактике су укључивале слање поште, успостављање телефонских линија, одржавање митинга, и емитовање верских телевизијских емисија.
Неки од циљева око којих је Морална већина била најактивнија су:
- Цензурисање медија и публикација које промовишу „антипородичну“ агенду,
- Очување и примена традиционалне верзије породичног живота,
- Противљење Амандману о једнаким правима,
- Противљење прихватању хомосексуалности,
- Забрана абортуса у свим случајевима, чак и када је мајчин живот у опасности,
- Конверзија Јевреја и других нехришћана у конзервативно хришћанство.